# Seymour Papert
Seymour Papert (Pretoria, 29 febbraio 1928 – Blue Hill, 31 luglio 2016) è stato un matematico, informatico e pedagogista sudafricano naturalizzato statunitense.
Assieme a Wally Feurzeig e Cynthia Solomon, è autore del linguaggio di programmazione LOGO.

## Biografia
Dopo aver lavorato con Jean Piaget, si trasferisce negli anni sessanta al MIT per lavorare con il gruppo che si occupava di Intelligenza Artificiale, e in particolare con Marvin Minsky. Papert introduce il concetto di costruzionismo nelle teorie dell’apprendimento.

## Pensiero
Secondo Papert, il processo di apprendimento è un processo di costruzione di rappresentazioni più o meno corrette e funzionali del mondo con cui si interagisce.
L'essere umano, a prescindere dall'età, ha bisogno di avere a disposizione materiali concreti affinché la conoscenza acquisita sia tanto più vicina alla realtà. 
Papert parte dall'osservazione di attività di alcune civiltà africane, in cui i bambini costruivano case in scala o manufatti in giunco. Secondo Papert, la mente ha bisogno di materiali da costruzione appropriati, esattamente come un costruttore: il prodotto concreto può essere mostrato, discusso, esaminato, sondato e ammirato.
La lentezza dello sviluppo di un particolare concetto da parte del bambino non è dovuta alla maggiore complessità o formalità, ma alla povertà della cultura di quei materiali che renderebbero il concetto semplice e concreto. Il bambino apprende così con l'aiuto di oggetti tangibili.
In particolare, Papert sostiene l'uso del computer come supporto all'istruzione e ambiente d'apprendimento che aiuta a costruirsi nuove idee. Il computer viene così usato come macchina per simulare. Realizza anche il LOGO, un linguaggio di programmazione formalmente molto rigoroso, derivato dal LISP, orientato alla gestione delle liste ed alla grafica della tartaruga, comprensibile ed utilizzabile anche da bambini delle scuole elementari, dimostrando tra l'altro l'utilità del computer come supporto per l'apprendimento anche per i più piccoli. L'interprete del LOGO è, infatti, uno strumento che consente ai bambini di utilizzare il computer per ottenere rapidamente, ma utilizzando principi matematici e logici rigorosi, risultati concreti: disegni, musica, poesie generate automaticamente. È un modo per dare ai bambini, e anche a chiunque altro, il controllo del computer.
In quest'ambiente, il docente si trasforma in animatore della comunità, promotore di attività in cui i bambini progettano e imparano esplicitando e discutendo teorie sul mondo con cui interagiscono. Secondo Papert, i bambini dovrebbero essere "indipendenti, responsabili del proprio apprendimento".
La classe funziona come comunità di pratiche scientifiche in cui i bambini comunicano e condividono le loro idee, giuste o sbagliate che siano. Si discute ed ognuno apprende dall'altro. Le idee proposte possono essere valide, altre un po' meno, ma comunque tutti gli allievi partono da uno stesso piano: ogni idea ha la stessa dignità.
Nelle didattiche proposte da Papert, ha grande importanza la gestione dell'errore: la sua idea è che l'unico modo per imparare in modo significativo sia quello di prendere coscienza dei propri errori. Compito dell'insegnante è quindi anche quello di guidare il bambino nel caso di errore.

## Opere
- 1969 - Perceptrons (con Marvin Minsky), MIT Press, 1969 (Enlarged edition, 1988), ISBN 0-262-63111-3
- 1972 - Learn Think to Children, UCLA (University of California Los Angeles). L. A. relation
- 1980 - Mindstorms. Bambini computer e creatività. Emme ed. 1984, ISBN 88-294-0051-3
- 1993 - The Children's Machine: Rethinking School in the Age of the Computer. New York: Basic Books. I bambini e il computer, Rizzoli, Milano. 1994, ISBN 88-17-84311-3
- 1996 - The Connected Family: Bridging the Digital Generation Gap, Longstreet Press. 1996, ISBN 978-1-563523359. Connected family: Come aiutare genitori e bambini a comprendersi nell'era di Internet., Mimesis. 2006, ISBN 978-88-84834195

### Altri articoli
- 1987 - Some Mathematical Models of Learning, Proceedings of the Fourth London Symposium on Information Theory, C. Cherry (ed.), Academic Press.